# Предград
Предград (словен. Predgrad) — поселення в общині Кочев'є, регіон Південно-Східна Словенія, Словенія. Висота над рівнем моря: 372,1 м.